# Martin Molin
Martin Molin (Karlstad, 24 gennaio 1983) è un musicista e vibrafonista svedese. Fa parte del gruppo folktronico Wintergatan, di cui è anche il fondatore.

## Biografia
La carriera musicale di Molin inizia come membro del gruppo svedese Detektivbyrån, attivo nel periodo dal 2006 al 2010. Nel 2012 viene pubblicato Sommarfågel, il primo singolo di Wintergatan, gruppo fondato da Martin stesso. La struttura del gruppo, poco convenzionale, consente a Martin e agli altri membri di dimostrare le loro abilità con diversi strumenti musicali, anche rari e autocostruiti.
La crescente popolarità di Molin è dovuta principalmente al canale YouTube della band, dove egli pubblica una sorta di diario in cui documenta il processo costruttivo dei suoi strumenti personali. Il canale al momento conta 2.56 milioni di iscritti (aggiornato il 3 Agosto 2023).

## Gli strumenti
Martin ha sempre testimoniato un grande interesse per la creazione di strumenti poco convenzionali, documentandone la realizzazione su YouTube. Importanti per lo sviluppo del suo processo creativo sono state le visite al Museum Speelklok dove, rimanendo particolarmente colpito dagli strumenti esposti, gli è nata l'idea per la realizzazione della primissima Marble Machine.

### Music Box
Il 1 luglio 2016 viene pubblicato su YouTube una sorta di video presentazione del Music Box ("scatola musicale") realizzato da Molin. In realtà lo strumento esisteva già da anni, come testimoniato da video precedenti, primo tra tutti quello di Sommarfågel, il singolo di debutto.
Il music box è un particolare tipo di carillon che, invece di essere programmato su un cilindro metallico (difficilmente sostituibile), ha la possibilità di suonare note programmate su nastri cartacei forati che, inseriti nello strumento azionato da manovella, permettono la riproduzione di diversi brani, anche molto lunghi.
La particolarità fondamentale dello strumento di Molin, che di per sé non avrebbe nulla di innovativo, è l'installazione di un motore, ancorato a una struttura di mattoncini LEGO, che permette al nastro di essere riprodotto con una velocità costante. Ciò risulta particolarmente importante, in quanto il Music Box deve poter suonare autonomamente mentre è accompagnato da altri musicisti, anche in contesti di musica dal vivo.

### Modulin
In quello stesso video viene presentato il Modulin, un sintetizzatore modulare realizzato da Molin. Maggiori informazioni sullo strumento vengono fornite solo un anno più tardi, in un video del 9 febbraio 2017, dedicato completamente alla descrizione del suo funzionamento. Il nome deriva dall'unione delle parole "modular" e "violin". La particolarità di questo sintetizzatore è infatti la posizione in cui viene suonato, assomiglia a quella di un violino, si suona con lo strumento posato sulla spalla sinistra e una mano che, scorrendo su una sorta di manico, regola il tono delle note che produrrà lo "strumento" .

### Marble Machine
Il maggiore successo di Martin deriva dal video in cui suona la Marble Machine ("macchina a biglie"), una macchina che, azionata da una manovella, suona in quasi completa autonomia diversi strumenti contemporaneamente: vibrafono, basso, batteria e il metallofono. Il suono viene prodotto dall'impatto di biglie metalliche con i diversi strumenti, la caduta di queste biglie è regolata da una ruota programmabile. Il video, diventato virale, conta al momento 233 milioni di visualizzazioni (aggiornato il 3 Agosto 2023), ed è stato preceduto da un "prologo" in più parti che ne documenta la realizzazione.

### Marble Machine X
I problemi legati alla prima versione della Marble Machine sono principalmente di natura "ingegneristica": realizzandola completamente a mano, Martin non ha avuto la possibilità di creare uno strumento preciso e affidabile, come lui stesso ha affermato in più contesti. Per questo la Marble Machine è stata smontata e trasferita al Museum Speelklok, come omaggio al posto che ne ha fatto nascere l'idea.
Molin però ha sfruttato il fallimento della Marble Machine per poter realizzare una versione migliorata, la Marble Machine X, costituita da decine di migliaia di pezzi, ognuno accuratamente progettato via software e poi realizzato con precisione industriale. Lo scopo principale di Molin è quello di riuscire a realizzare una macchina affidabile da portare con la sua band in un tour mondiale. Il progetto, annunciato il 1 gennaio 2017 è ancora in fase di realizzazione e ha visto la partecipazione di diversi membri della sua community che hanno realizzato diversi pezzi dello strumento finale. Il progetto della Marble Machine X non è stato portato al termine. Martin ha ritenuto che il progetto presentasse troppi sbagli decidendo quindi di riiniziare da capo con la Marble Machine 3.